# Stazione di Camaiore Lido-Capezzano
La stazione di Camaiore Lido-Capezzano è una fermata ferroviaria posta sulla ferrovia Genova-Pisa. La stessa si trova lungo la via Italica, la strada comunale che collega Camaiore con Capezzano Pianore e con Lido di Camaiore, importante località balneare della riviera toscana, a metà strada tra questi due ultimi centri, con i quali è collegata tramite linee autobus del trasporto pubblico locale.

## Storia
La fermata di Camaiore Lido-Capezzano venne attivata il 25 luglio 1949.
Nel 2007 l'impianto è stata oggetto di interventi di ristrutturazione che hanno comportato la realizzazione di parcheggi e di un sottopassaggio.

## Strutture e impianti
La fermata è impresenziata e i due binari di corsa sono utilizzati prevalentemente per le partenze in direzione La Spezia (binario 1, lato mare) e verso Pisa (binario 2, lato monte).

## Movimento
La fermata è servita dalle relazioni regionali Trenitalia svolte nell'ambito dei contratti di servizio stipulati con la Regione Toscana denominate anche "Memorario".

## Servizi
La fermata, che RFI classifica nella categoria "bronze", dispone di:
- Biglietteria automatica

## Interscambi
La fermata permette i seguenti interscambi:
- Fermata autobus